# 関谷敏彦
関谷 敏彦（せきたに としひこ、1963年6月26日 - ）は、山口県出身の元競輪選手。日本競輪学校（当時。以下、競輪学校）第58期。現役引退後は競輪学校の教諭（教官）を経た後、自身のラーメン屋を立ち上げた。

## 来歴
自衛隊出身で、競輪選手の動機理由は、『自衛隊の空挺団員になれなかったので競輪選手になった』というものだった。その後、競輪学校第58期生を経て、1986年9月5日、山口県の登録選手として川崎競輪場でデビューし8着。初勝利は同年9月7日の川崎。
1989年の全日本選抜競輪以降、常時特別競輪（GI）に出場するようになり、1990年の高松宮杯競輪では決勝に進出（9着）した。ところが、1990年8月30日に行われた久留米競輪場の開設記念決勝戦で、最終4角付近で落車、転倒した際、右大腿骨の頭骨を骨折した。普通、スポーツ選手であれば、現役引退を余儀なくされるほどの大怪我であったが、関谷は競輪学校の校医だった寺門敬夫のところへ出向き、選手として復帰したいと申し出た。その後、奇跡的に回復し、2年間のリハビリを経て、1992年10月に復帰した。
ところが1999年2月13日、観音寺競輪場で行われたA級準決勝で落車した際、第7頚椎骨折と第3胸椎骨折を起こし、脊髄損傷で下肢が両方共動かなくなってしまった。またしても引退危機に見舞われた関谷だったが、約1年後に自力歩行できるほどまでに回復したことから、再び選手復帰を希望。その後、寺門から毎日指導を受け、2002年7月17日、玉野競輪場で約3年半ぶりに競走復帰を果たした。
その後は、登録地を静岡県に移籍して選手生活を続けていたが、2006年に競輪学校の教官試験に合格したため、現役引退を決意。同年10月10日付で選手登録が消除された。通算戦績は1094戦242勝。
競輪学校を退職後の2017年4月に山口県山口市にラーメン店をオープンしたが、既に閉店している。